# Štípačka na dřevo

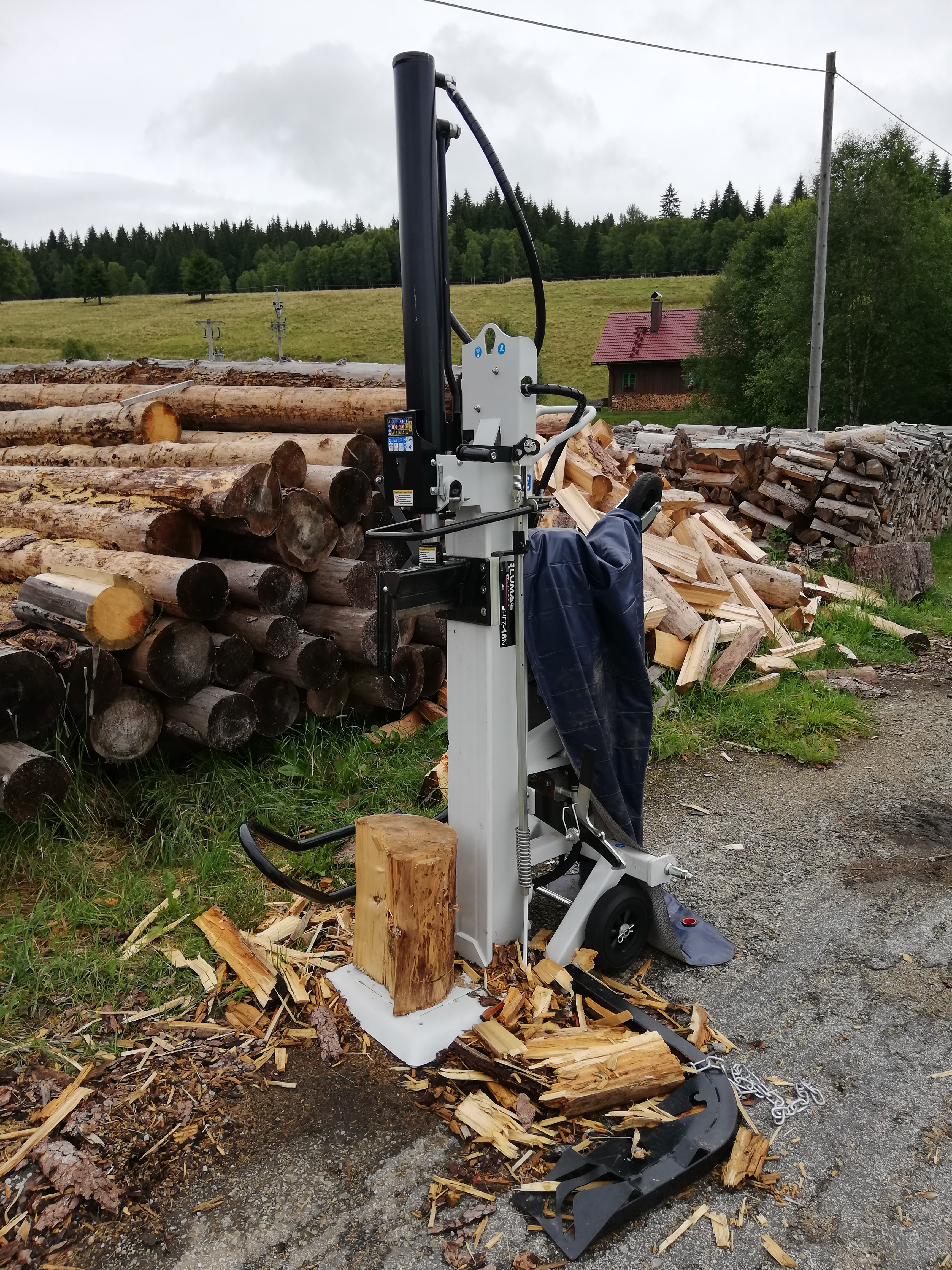
Štípačka na dřevo s vertikálním posunem ocelového klínu

Štípačka na dřevo je mechanické strojní zařízení sloužící ke štípání palivového dříví pomocí ocelového klínu, který se pohybuje po lineární dráze. Pohon klínu je většinou hydraulický, přičemž hydraulické čerpadlo může být poháněno elektricky (příkony elektromotorů 2 - 4 kW) nebo spalovacím motorem.

## Historie
Historicky první štípačku na dříví zkonstruoval Němec Peter Jensen v roce 1884 v Maasbüllu ve Šlesvicku-Holštýnsku. Skutečně masivního rozšíření se ale stroj dočkal až v průběhu 20. století.

## Koncepce štípaček

### Horizontální štípačka na dříví
Štípačka, která štípe dřevo v horizontální poloze je vhodná pro méně časté používání, práce na horizontální štípačce je považována - oproti vertikální štípačce - za náročnější, protože se u práce člověk musí více ohýbat. Horizontální štípačky bývají méně výkonné, maximální délka polena bývá 50 cm, štípací síla do 50 kN.

### Vertikální štípačka na dříví
Vertikální štípačky bývají výkonnější, maximální délka polen může být i více než metr. Tyto štípačky bývají konstruovány jako nesená zařízení za traktor - používá se tříbodové upevnění, pohon pomocí traktorového náhonu. Štípací síla může být více než 100 kN.

### Trnové štípačky
Takzvané trnové štípačky jsou dalším typem tohoto zařízení. Liší se ale principem fungování. Zjednodušeně lze říci, že dřevo neštípou, ale trhají. Kuželový trn je opatřen závitem, který se do dřeva zavrtá a roztrhne ho napůl.